# Diego Faccioli
Diego Faccioli (Turín, 8 de julio de 1998) es un futbolista italiano. Juega de guardameta y su equipo actual es el Genoa C.F.C. Primavera. Alterna con el primer equipo del Genoa C. F. C. de la Serie A de Italia.

## Trayectoria

### Inicios
Comenzó su carrera en el equipo juvenil del  Genoa. En 2015 pasó a préstamo por un año a las inferiores del Carpi. El 1 de agosto de 2016 retornó al Genoa C.F.C. Primavera donde se desempeña actualmente. También entrena con el primer del Genoa.

## Estadísticas
Actualizado el 1 de septiembre de 2016
| Genoa CFC · Italia          | 1.ª                 | 2016/17             | 0 | 0 | 0 | 0 | - | - | 0 | 0 |
| Genoa CFC · Italia          | Total               | Total               | 0 | 0 | 0 | 0 | - | - | 0 | 0 |
| Total en su carrera         | Total en su carrera | Total en su carrera | 0 | 0 | 0 | 0 | - | - | 0 | 0 |
| (1)Incluye Copa Italia. (2) |                     |                     |   |   |   |   |   |   |   |   |